# Antti Ylönen
Antti Ylönen, född 15 september 1983 i Limingo, Norra Österbotten, är en finländsk professionell ishockeyspelare som spelar för Asplöven HC i Division 1 Norra, och är lagkapten där sen säsongen 2016/2017. Anttis moderklubb är Limingan Kiekko.

## Meriter (i urval)
- 2009 — FM-silver med Kärpät
- 2008 — FM-guld med Kärpät
- 2007 — FM-guld med Kärpät
- 2006 — FM-brons med Kärpät
- 2005 — FM-guld med Kärpät
- 2003 — FM-silver med Kärpät